# Rope-a-Dope
Der Rope-a-dope ist eine Boxtaktik, die erstmals Muhammad Ali beim Rumble in the Jungle gegen George Foreman anwendete. Dabei nahm Ali eine Abwehrhaltung ein, hängte sich mit Absicht in die Ringseile und erlaubte dem Gegner, Treffer zu landen, um diesen zu ermüden, bis er Fehler beging, die schließlich Ali erfolgreich nutzte, um vermehrt in den Angriff überzugehen und eigene Treffer zu landen. Es kann sinngemäß in etwa mit „einen Trottel einfangen“ übersetzt werden.
Laut Angelo Dundee kam die Idee für die Strategie gegen Foreman vom Boxfotographen George Kalinsky, der gesagt habe: “Sort of a dope on the ropes, letting Foreman swing away but, like in the picture, hit nothing but air.” Das habe John Condon, Publicity-Director im Madison Square Garden, zu „rope-a-dope“ gemacht. Ralph Gardner Jr., Kolumnist des Wall Street Journal, bestätigt in seinem privaten Weblog in einem Text über George Kalinsky, den er getroffen hatte, diesen als Tippgeber. Laut diesem stamme der Ausdruck „rope-a-dope“ von Ali selbst, er habe auf Kalinskys Empfehlungen geantwortet: “So, you want me to be a rope-a-dope?” Sie hätten sich ohne Dundee auf Alis Wunsch zu Dritt getroffen, der gegen Foreman kaum Chancen sah.